# Mario Eusebio Mestril Vega

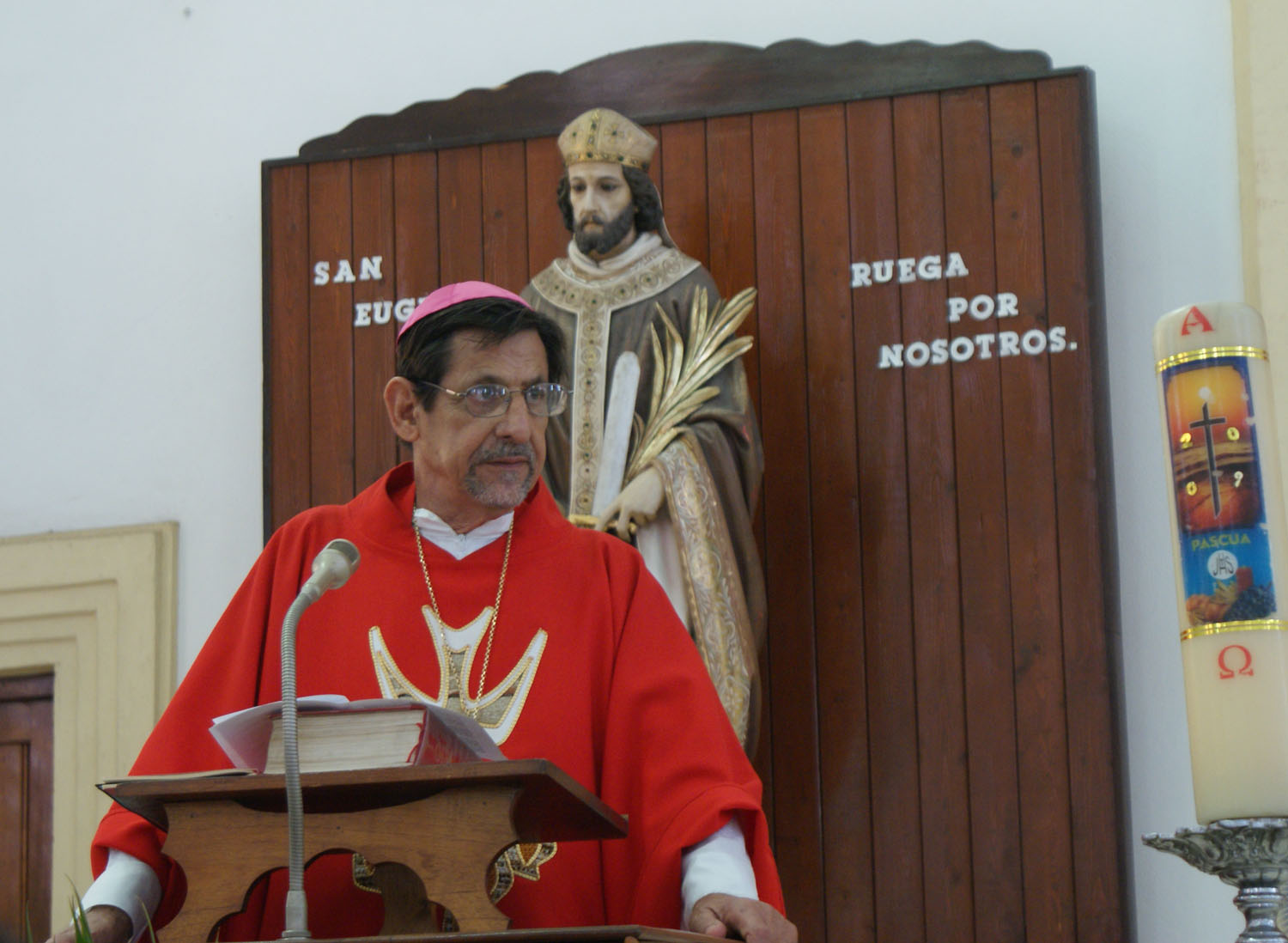
Mario Eusebio Mestril Vega

Mario Eusebio Mestril Vega (* 5. März 1940 in Nuevitas) ist Bischof von Ciego de Ávila.

## Leben
Mario Eusebio Mestril Vega empfing am 4. August 1964 die Priesterweihe.
Papst Johannes Paul II. ernannte ihn am 16. November 1991 zum Titularbischof von Cediae und Weihbischof in Camagüey. Der Bischof von Camagüey, Adolfo Rodríguez Herrera, spendete ihm am 9. Februar des nächsten Jahres die Bischofsweihe; Mitkonsekratoren waren Faustino Sainz Muñoz, Apostolischer Pro-Nuntius in Kuba, und Pedro Claro Meurice Estiu, Erzbischof von Santiago de Cuba.
Am 2. Februar 1996 wurde er zum Bischof von Ciego de Ávila ernannt.